# Leigh and Bransford
Leigh and Bransford – wsi w Anglii, w hrabstwie Worcestershire, w dystrykcie Malvern Hills. Leży 7 km na zachód od miasta Worcester i 168 km na północny zachód od Londynu. W 2001 miejscowość liczyła 1775 mieszkańców.